# Sant Esteve de Sallent
Sant Esteve de Sallent, anomenada posteriorment Sant Sebastià de Sallent, o també Sant Esteve i Sant Sebastià de Sallent, és una església romànica, de finals del segle xi, que formava part del castell de la població de Sallent (Bages).

## Descripció
És una construcció de planta circular, la més gran de les dotze úniques documentades a Catalunya en aquest estil. Compta amb un absis i dues absidioles semicirculars, en disposició radial, orientats a llevant, amb una austera decoració d'arcuacions llombardes sota la cornisa de totes tres.
Es troba en l'antic recinte del castell, a la part més exterior, dalt del puig anomenat del Castell, al sud-est del nucli urbà de Sallent, al límit del cingle sobre el Llobregat, la qual cosa la fa clarament visible des de lluny i, en concret, des de l'Eix del Llobregat.

## Història
El lloc és documentat des del 955 i l'església apareix esmentada el 1022, sota l’advocació de Sant Esteve, quan la comtessa Ermessenda empenyorà al senyor de Sallent, Bernat Senfred de Gurb, el castell de Sallent i les esglésies de Sant Esteve i Santa Maria. Així, ambdues esglésies passaren al domini de la família Gurb-Queralt, encara que es comprometessin a tornar-les per haver complert els comtes el pacte. Així, en un moment indeterminat, però entre el 1080 i el 1133, un membre de la família donà l'església a la nova canònica de Santa Maria de l’Estany, com consta en l’acta de consagració de l'església del 1130, apareixent entre els béns que posseïa l'església de Sant Esteve de Sallent amb les seves sufragànies, la qual cosa fa pensar que en aquest moment Sant Esteve era la que tenia la categoria de parròquia.
A partir del 1260 les esglésies sallentines passaren a domini episcopal, car el bisbe de Vic les obtingué mitjançant una permuta amb la canònica de l’Estany. L’església del castell continuà rebent el favor dels fidels amb llegats de diners i les visites col·lectives en moments de necessitat.
A partir del 1537 comença a citar-se l'església amb l'advocació de Sant Sebastià, advocat contra la pesta, malaltia abundosa els segles XVI i XVII, si bé el bisbe Pasqual, quan la visità, encara recorda l'antiga advocació dient: “Esteve, ara dita de Sant Sebastià del Castell”.
Durant els segles XVI-XVII es degueren fer algunes reformes, sobretot al mur de migdia. Però la gran reforma es produí al principi del segle XIX, quan es volgué solucionar el problema de la coberta de l'edifici; així, el 1805 hom contractà en pública subhasta les obres que havien de transformar totalment l'edifici, que foren acabades el 1812, quan es beneí i, segurament, es confirmà l'advocació popular de Sant Sebastià com a oficial. Amb la reforma fou suprimida la coberta i una part important dels murs i de l'absis, s'aixecà un hexàgon central que servia de coberta i es van suprimir els absis laterals. El 1936, durant la guerra civil, fou profanada, un incendi feu caure la coberta i la contínua degradació posà els murs romànics al descobert i es pogué reconèixer una gran part de l'estructura antiga.
Fou reconstruïda 'quasi de bell nou', sobretot gràcies a la iniciativa de la Confraria de la Trenta-sisena, de Sallent. La reconstrucció durà trenta-sis anys i es va inaugurar el 5 d'octubre de 2008.
L'accés es fa des del camí que porta des de la població a Cabrianes, per la riba esquerra del Llobregat, passant pel mig de l'explotació minera, i per una pista molt ben arranjada.

## Galeria d'imatges

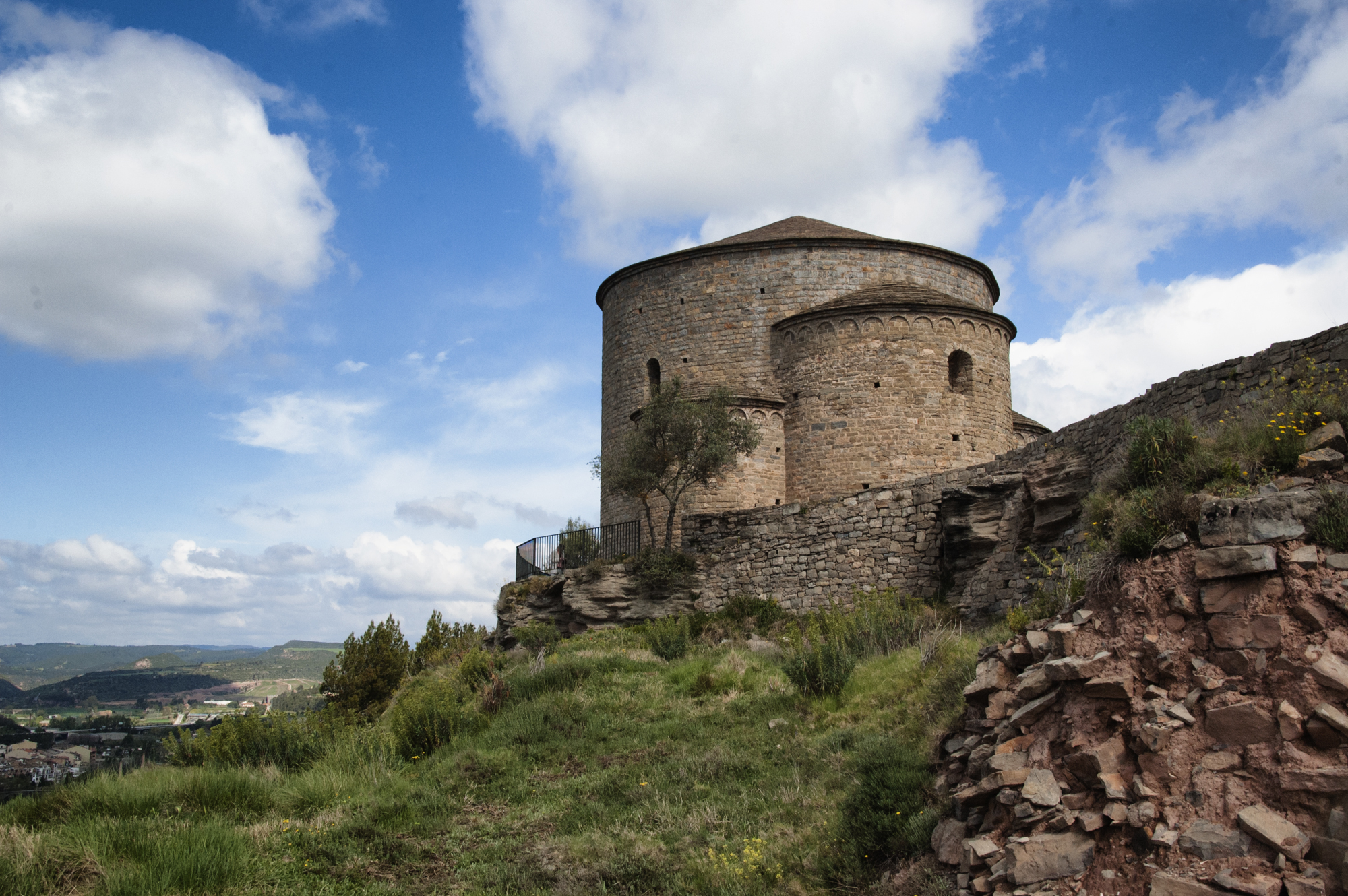
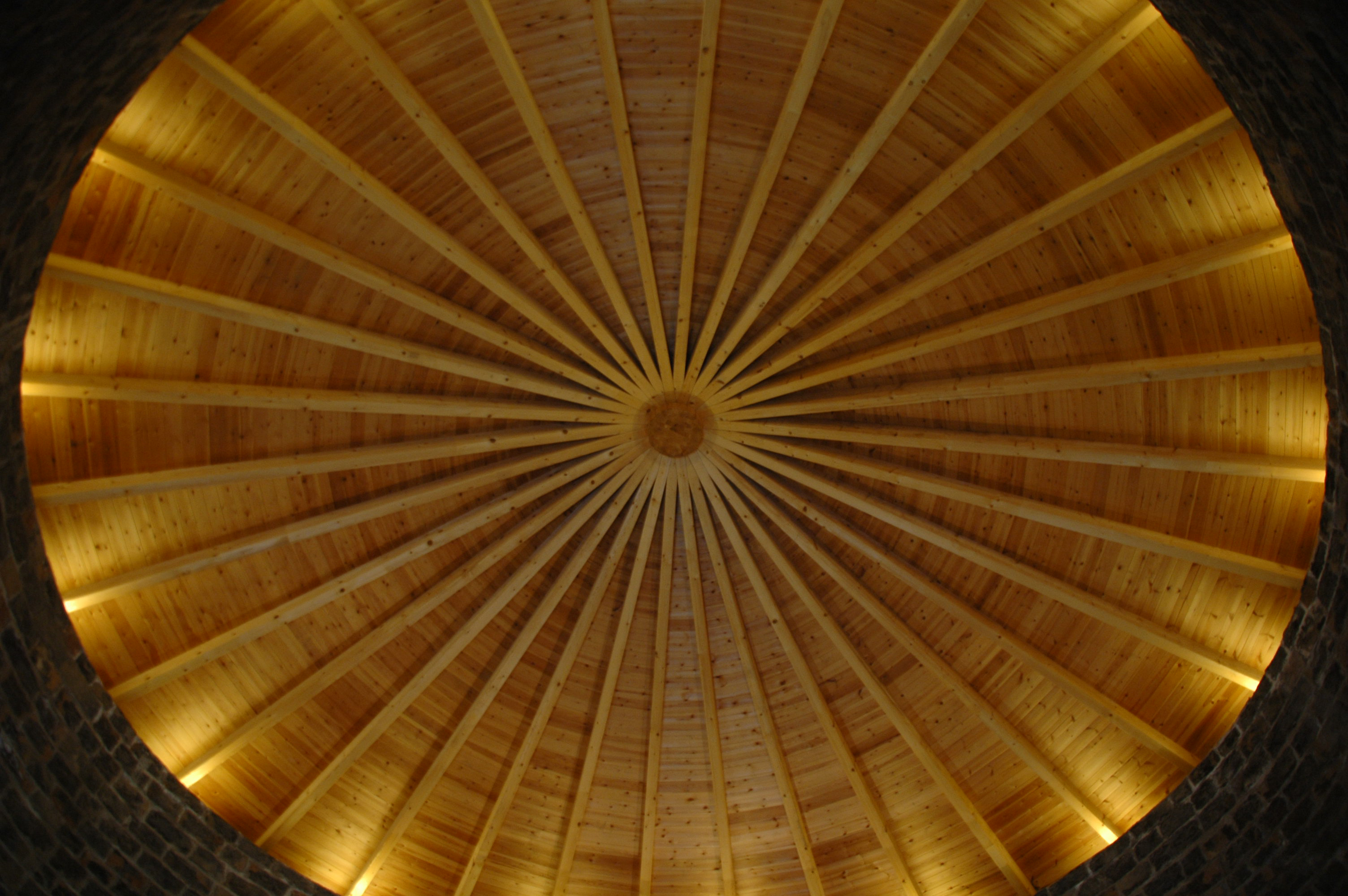
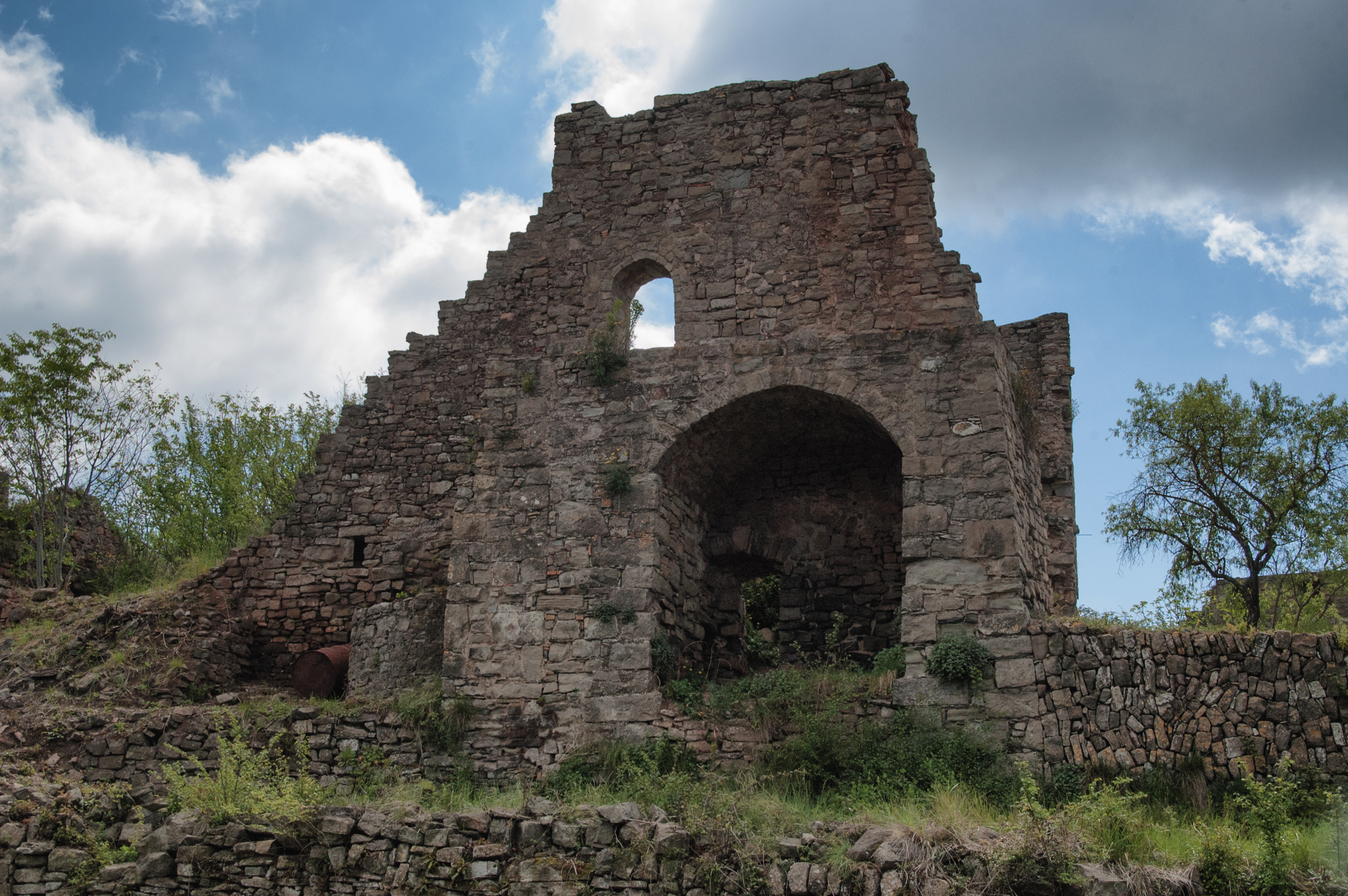